# Alfabeto corso
L'alfabeto corso è una variante dell'alfabeto latino, utilizzato per la lingua corsa. L'alfabeto corso include generalmente le 23 lettere indicate nella tabella sotto:
| Lettera  | Nome | API per la pronuncia delle vocali                                       | API per la pronuncia forte delle consonanti           | API per la pronuncia ammorbidita delle consonanti |
| -------- | ---- | ----------------------------------------------------------------------- | ----------------------------------------------------- | ------------------------------------------------- |
| A, a     | à    | /a/, in determinate condizioni e in certe regioni /æ/ infatti /ɛ/       |                                                       |                                                   |
| B, b     | bì   |                                                                         | /b/                                                   | /w/ o /β/                                         |
| C, c     | cì   |                                                                         | /k/ o /t͡ʃ/                                            | /ɡ/ o /d͡ʒ/                                        |
| CHJ, chj | chjì |                                                                         | /c/                                                   | /ɟ/                                               |
| D, d     | dè   |                                                                         | /d/                                                   | /ɾ/ o /-/                                         |
| E, e     | è    | /e/ o /ɛ/, in determinate condizioni e in certe regioni /æ/ infatti /a/ |                                                       |                                                   |
| F, f     | effe |                                                                         | /f/                                                   | /v/                                               |
| G, g     | gè   |                                                                         | /ɡ/ o /d͡ʒ/                                            | /w/, /ɥ/ o /-/                                    |
| GHJ, ghj | ghjè |                                                                         | /ɟ/                                                   | /j/                                               |
| H, h     | acca |                                                                         | Lettera muta                                          | Lettera muta                                      |
| I, i     | ì    | /i/ o /j/                                                               |                                                       |                                                   |
| L, l     | elle |                                                                         | /l/, in determinate condizioni e in certe regioni /ɖ/ |                                                   |
| M, m     | emme |                                                                         | /m/                                                   |                                                   |
| N, n     | enne |                                                                         | /n/                                                   |                                                   |
| O, o     | ò    | /o/ o /ɔ/                                                               |                                                       |                                                   |
| P, p     | pè   |                                                                         | /p/                                                   | /b/                                               |
| Q, q     | cù   |                                                                         | /k/                                                   | /ɡ/                                               |
| R, r     | erre |                                                                         | /r/                                                   | /ɾ/                                               |
| S, s     | esse |                                                                         | /s/                                                   | /z/                                               |
| T, t     | tì   |                                                                         | /t/                                                   | /d/                                               |
| U, u     | ù    | /u/, /w/ o /ɥ/                                                          |                                                       |                                                   |
| V, v     | vè   |                                                                         | /b/ o /v/                                             | /w/ o /β/                                         |
| Z, z     | zeta |                                                                         | /t͡s/                                                  | /d͡z/                                              |

A volte sono aggiunte a questo elenco le lettere:
| Lettera | Nome | Alfabeto fonetico internazionale per il corso |
| ------- | ---- | --------------------------------------------- |
| SC, sc  | esci | /ʃ/                                           |
| SG, sg  | esge | /ʒ/                                           |

Infine, si noti il fonema GLI, gli pronunciato /ʎ/, /lj/ o /ɖ/ a seconda della regione.